# 堀越町 (前橋市)
堀越町（ほりこしまち）は、群馬県前橋市の地名。旧勢多郡大胡町大字堀越にあたる地名である。郵便番号は371-0231。面積は5.65km2(2013年現在)。

## 地理
赤城山の南麓、荒砥川右岸に位置している。
地名は堀越町だが前橋市役所大胡支所がある。

### 河川
- 荒砥川

## 歴史
室町時代頃からある地名である。江戸時代からは、はじめは大胡藩領、元和3年に前橋藩領、明和5年に幕府領、天明年間からは館林藩領だった。大胡城に牧野氏が入っていたころは、大胡城下の武家地に割かれ、多くの寺院が配置された。しかし、松平氏が前橋藩主となると城代も廃止され、武家屋敷も取り去られた。

### 年表
- 1889年 市町村制が施行され、1町7村が合併し、群馬県南勢多郡大胡村大字堀越となる。
- 1896年 郡統合（東群馬郡と南勢多郡の統合）により勢多郡に所属し勢多郡大胡村大字堀越となる。
- 1899年 大胡村が町制施行し大胡町が成立し勢多郡大胡町大字堀越となる。
- 2004年 平成の大合併で大胡町は、宮城村、粕川村とともに、前橋市に合併し、群馬県前橋市堀越町となる

### 地名の由来
地名の由来は不明。

## 世帯数と人口
2017年（平成29年）8月31日現在の世帯数と人口は以下の通りである。
| 町丁   | 世帯数    | 人口    |
| ------ | --------- | ------- |
| 堀越町 | 1,570世帯 | 3,952人 |

## 小・中学校の学区
市立小・中学校に通う場合、学区は以下の通りとなる。
| 番地 | 小学校             | 中学校             |
| ---- | ------------------ | ------------------ |
| 一部 | 前橋市立大胡小学校 | 前橋市立大胡中学校 |
| 一部 | 前橋市立滝窪小学校 | 前橋市立大胡中学校 |

## 交通

### 鉄道
上毛電気鉄道上毛線の線路が通過しているが、鉄道駅はない。

### バス
赤城タクシーが運行を行っているデマンドバス方式のふるさとバスがある。

### 道路
国道はなく、県道は群馬県道3号前橋大間々桐生線、群馬県道34号渋川大胡線が通過。

## 施設

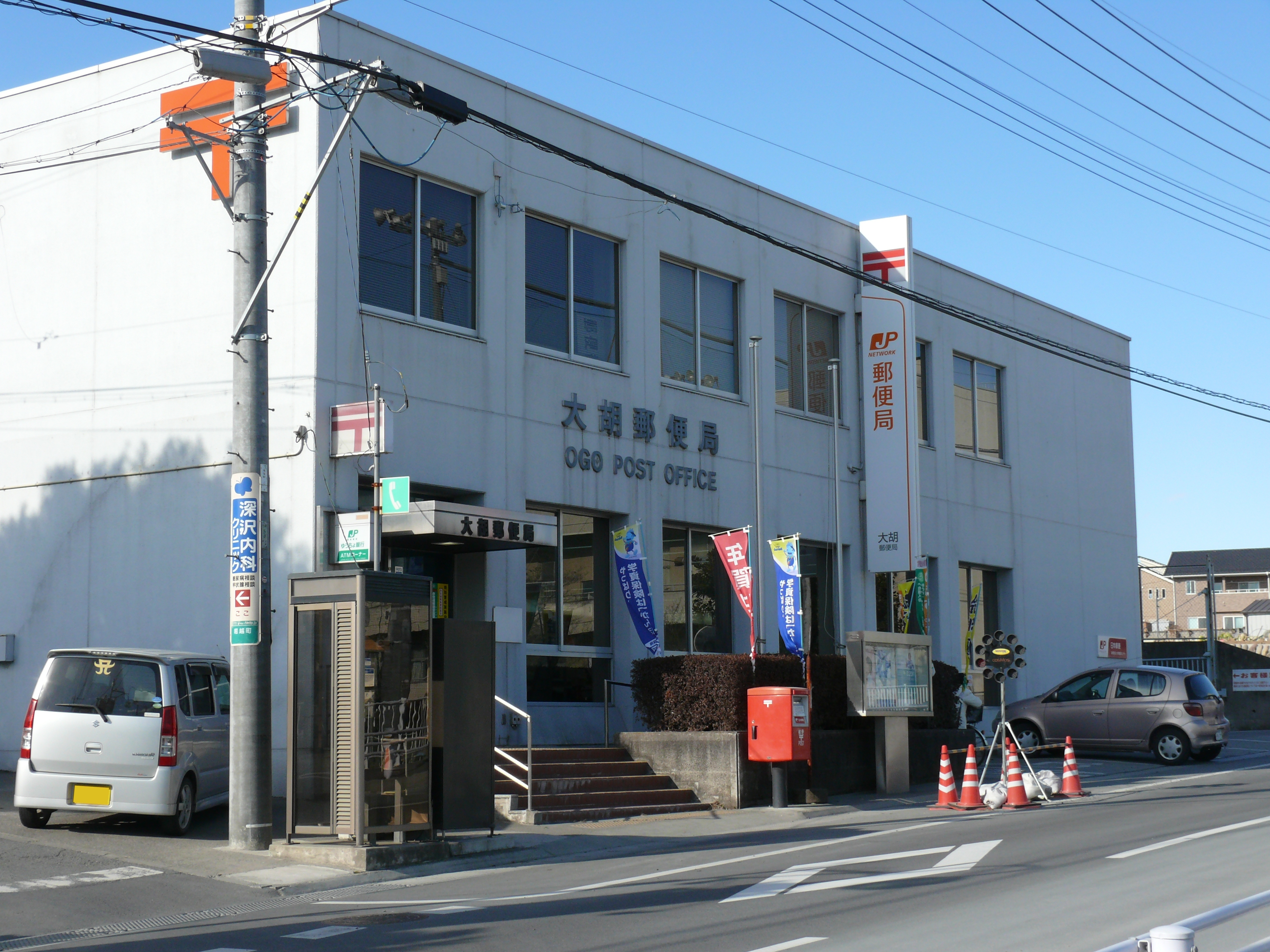
大胡郵便局

- 前橋市役所大胡支所
- 大胡郵便局
- 前橋市立大胡小学校
- 前橋市立大胡中学校
- 大胡総合運動公園

## 避難所
当町が避難対象区域となった場合、町内にある前橋市立大胡中学校に避難する。